# PING (ゴルフ)
ピン（PING）はアメリカ合衆国のゴルフ用品メーカー。主にゴルフクラブとゴルフバッグに注力している。所在地はアリゾナ州のフェニックス。

## 歴史

### 創業
ゼネラル・エレクトリック（GE）のエンジニアだったカーステン・ソルハイムは1959年、趣味のゴルフとりわけパッティング時の不満を解消するため、自宅のガレージでオリジナルパターの製作を始めた。ソルハイムが完成させたパター「PING 1-A」は、ヘッドのヒール（プレイヤー側）にシャフトを取り付けた構造の既存パターと異なり、内部をくり貫いたヘッドの中央にシャフトを差し込んだ特異なデザインだった。これは単なる思い付きではなく、科学的根拠に基づきヘッドの重量分散を狙ったものであった。名称の「PING（ピン）」は1-Aの澄んだベルのような打球音に由来する。ゴルファーでありミュージシャンでもあるマレー・アーノルドは1960年当時、PINGのパターが放つ打球音の周波数はピアノの調律で使う440Hzだと語っている。1960年代終わり、マレットタイプやソール形状のバリエーションなどラインナップが6種類に増え、ガレージに並べられたクラブが2,000本を超える頃には、大きな打球音を好まないプレイヤーからの要望もあって音は大分控えめになっていた。
1961年、拠点がレッドウッドシティから現在のフェニックスに移った。パターの受注が増加しGEを退社した後も、ソルハイムはガレージで一人パターを作り続けた。同じ年PINGが初めて手掛けたアイアンセットは、素晴らしいスコアでラウンドしたイメージの数字から「69」と名付けられた。その後もソルハイムはアイアンにおける理想のトゥ・ヒール・バランスを追求し、ショットミスに寛容なクラブを目指してヘッド背面のキャビティ（窪み）構造の改良を続けた。
1962年、ジョン・バーナムがケイジャン・クラシック・オープン・インヴィテーショナルで、PINGクラブユーザーとして初めてPGAツアーにおける優勝を遂げた。セールスは伸び続け、特に1966年東京で行われたカナダカップ争奪ゴルフ世界選手権では、テレビ中継でジャック・ニクラスやアーノルド・パーマーといったスーパースターたちが手にするPINGが度々映し出され多大な宣伝効果をもたらした。

### 発展
1966年、ソルハイムは新型パターのアイデアを思い付いたが、SPレコードのカバーに走り書きしたアイデアスケッチをなかなか見つけられずにいた。どうにかアイデアをまとめたソルハイムが次に名称を考えあぐねていると、妻のルイーズが「パッティングの問題を解決する“答え”という意味を込めて『アンサー』はどうか」と助け舟を出してくれた。綴りの「Answer」がヘッドに彫るには長いと感じたソルハイムは、1字抜いた「Anser」を正式名称とし商標登録した。
1966年の終わり、PINGは突然の危機に直面した。全米ゴルフ協会によりAnser以外のPING製パターがルール違反と裁定されたため、トーナメントからは締め出されハンディキャップでも不適合となってしまったのだ。グリップ基部のシャフトがプレイヤー側に傾斜した構造が原因で、ソルハイムはシャフトを直線にした対策品に切り替えざるを得なくなった。
1967年、Anserパターを使用したジュリアス・ボロスがPGAツアーのフェニックス・オープンで優勝した。Anserは直後の3月特許を取得した。同年ソルハイムはPINGクラブを製造する会社カーステン・マニュファクチャリング・コーポレーションを設立しガレージビジネスから脱却した。
PINGパターを使用したメジャー初制覇は1969年のマスターズ・トーナメントで、ジョージ・アーチャーによってもたらされた。同年これまでの技術を応用したステンレス製のアイアン、「K1（Karsten 1、カーステン1）」をリリースし成功を収めた。この頃になると他のメーカーも追従を始め、PINGの革新的な技術は今やゴルフ界のデファクトスタンダードとなりつつあった。
1970年、PINGのパターで優勝した選手に感謝を示したいと考えたソルハイムは、フェニックスの本社内に「PINGゴールドパター保管庫」と呼ばれる特別室を設置した。以後PINGのパターを使用した選手が優勝するたびに、優勝時と同型の黄金のメモリアルパターが2本製作され、1本を選手に贈呈し、残り1本を保管庫に収蔵する決まりとなった。2015年の時点で既に3,000本近くのゴールドパターが保管庫に陳列されている。日本人選手のゴールドパター第1号は、2011年マスターズGCレディースに優勝した大山志保だった。

## 栄誉
2018年、ノルウェー首相エルナ・ソルベルグとアメリカ合衆国大統領ドナルド・トランプがホワイトハウスで会談した際、両国友好の印としてソルベルグからトランプにPINGの「Bergen」（ベルゲン）パターが贈呈された。これはカーステン・ソルハイムがノルウェーのベルゲン近郊のオストライム出身のアメリカ移民であることに因んだものだった。

## 革新性
PINGは世界で初めてインベストメント鋳造を本格的に取り入れ、生産工程の革新によりクラブの高品質化と低コスト化を推し進めた。1980年代に入ると他社に先駆け、今日では当たり前となったフィッティングシステムを導入した。これはクラブヘッドに複数のライ角やオフセットのバリエーションを用意し、チェックリストに基づいてプレイヤーの体格や技術、プレイスタイルに合わせたクラブを選択できる画期的なものであった。2011年現在、PINGのサイトにあるチェックリストは5段階100項目と多岐に渡り、ドライバーからパターまでを網羅するに至った。フィッターが一層容易にカスタムできるよう、一部のクラブはヘッドに小さな切り欠きが設けられている。これは以前のモデルで発生した破損を防ぎつつ、ヘッドを最適な角度に曲げるのを手伝う目的があった。

## 契約選手

### 海外ツアー
PING契約ツアープロ。

#### PGAツアー
- ハリス・イングリッシュ（英語版）
- ルイ・ウェストヘーゼン（英語版）
- ロブ・オッペンハイム（英語版）
- オースティン・クック（英語版）
- ジム・クノーズ
- コーリー・コナーズ（英語版）
- スチュワート・シンク
- キャメロン・チャンプ（英語版）
- 崔京周
- マイケル・トンプソン（英語版）
- ホアキン・ニーマン
- ティレル・ハットン
- ブランドン・ハジー
- スコット・ハリントン
- シーマス・パワー
- マッケンジー・ヒューズ（英語版）
- トニー・フィナウ（英語版）
- ビクトル・ホブラン
- セバスチャン・ムニョス（英語版）
- ハンター・メイハン（英語版）
- ネイト・ラシェリー
- アンドリュー・ランドリー（英語版）
- バッバ・ワトソン

#### PGAツアー・チャンピオンズ
- アンヘル・カブレラ
- ケビン・サザーランド（英語版）
- ケン・タニガワ（英語版）
- クリス・ディマルコ
- カーク・トリプレット（英語版）
- ミゲル・アンヘル・ヒメネス
- ピーター・ファウラー（英語版）
- ティム・ヘロン（英語版）
- ジェフ・マガート（英語版）
- ボブ・メイ（英語版）

#### ヨーロピアンツアー
- グレゴリー・アルヴェ（英語版）
- リー・ウエストウッド
- コナー・サイム（英語版）
- アンディ・サリバン（英語版）
- コーマック・シャーヴィン
- マティアス・シュワブ（英語版）
- ブランドン・ストーン（英語版）
- シブ・シャンカル・プラサド・チョウラシア（英語版）
- マチュー・パヴォン（英語版）
- カルム・ヒル（英語版）
- オリバー・ファー（英語版）
- ヨハネス・フェールマン
- エディ・ペパレル（英語版）
- ビクトル・ペレス（英語版）
- エイドリアン・メロンク（英語版）
- セバスティアン・ガルシア・ロドリゲス

#### LPGAツアー
- 上原彩子
- ブリタニー・アルトマーレ（英語版）
- リンジー・ウィーバー
- ジェニファー・カプチョ（英語版）
- リゼット・サラス（英語版）
- アンジェラ・スタンフォード（英語版）
- マリッサ・スティーン
- ジャッキー・ストールティング
- エリザベス・ゾコル
- チョン・ヤンギン
- シャーロット・トーマス
- ジェーン・パーク（英語版）
- ビアンカ・パグダンガナン（英語版）
- ダナ・フィンケルシュタイン
- エスター・ヘンゼライト（英語版）
- ブルック・ヘンダーソン（英語版）
- アリー・マクドナルド（英語版）
- カトリーナ・マシュー（英語版）
- キャロライン・マッソン（英語版）
- アサアラ・ムニョス
- リネア・ヨハンソン
- エスター・リー
- ジャクリン・リー
- ペルニラ・リンドベリ（英語版）

### 国内ツアー
PING契約ツアープロ。

#### JGTOツアー
- 大岩龍一
- 細野勇策
- 金谷拓実
- 蟬川泰果
- 宋永漢（英語版）
- 額賀辰徳
- 塚田好宣
- 永野竜太郎
- 小寺大佑

#### JLPGAツアー
- 上原彩子
- 大出瑞月
- 小倉ひまわり
- 佐久間朱莉
- 宮澤美咲
- 鈴木愛
- 平岡瑠依
- セキユウティン
- 上野菜々子
- 比嘉真美子
- 前田陽子
- 常文恵
- 藤田かれん
- 竹山佳林
- 高野愛姫